# Bolshögs kyrka
Bolshögs kyrka är en kyrka i byn Bolshög i närheten av Glimmingehus. Den tillhör Gärsnäs församling i Lunds stift.

## Kyrkobyggnaden
Kyrkan byggdes under mitten av 1100-talet. År 1869 byggdes ett nytt kor med korsarmar och en ny halvrund sakristia. Kyrkan karakteriseras av dess flacka tak.

## Inventarier
- Dopfunten är från slutet av 1100-talet och tillskrivs Blentarpsgruppen. Cuppan är av sandsten och foten är av kalksten.
- Altaruppsatsens mittparti har en alabasterrelief från mitten av 1500-talet med motivet från Kristi uppståndelse. Reliefen är utförd av Antwerpenskolan i Holland.
- I kyrkorummet finns två predikstolar. Äldre predikstolen är rikt utsmyckad och daterad till 1708.

### Orgel
- 1928 byggde A. Mårtenssons Orgelfabrik AB, Lund en orgel med 3 1/2 stämmor.
- Den nuvarande orgeln byggdes 1956 av Frederiksborgs Orgelbyggeri, Hilleröd, Danmark och är en mekanisk orgel. Orgeln står i södra tvärskeppet.

| Manual I      | Manual II    | Pedal        | Koppel |
| Gedackt 8'    | Quintatön 8´ | Subbas 16´   | I/P    |
| Principal 4'  | Rörflöjt 4'  | Nachthorn 2' | II/P   |
| Waldflöjt 2'  | Principal 2' |              | II/I   |
| Mixtur 2 chor | Nazat 1 1/3' |              |        |